# Lepthyphantes turanicus
Lepthyphantes turanicus là một loài nhện trong họ Linyphiidae.
Loài này thuộc chi Lepthyphantes. Lepthyphantes turanicus được miêu tả năm 1986 bởi Andrei V. Tanasevitch & Fet.